# Аптос
Аптос е населено място в окръг Санта Круз в щата Калифорния, САЩ. Аптос е с население от 6220 жители (2010 г.) и площ от 16,457 кв. км. 87,1% от населението е бяло, от испански или латино произход е 9,8% от населението. Намира се на 33 м н.в. в часова зона UTC-8 в близост до разлома Сан Андреас на Тихия океан. Пощенските му кодове са 95001, 95003, а телефонния 831. Името на града е с индиански произход.
1. ↑  data.census.gov //   Посетен на 1 януари 2022 г.